# Ingå
Ingå (in finlandese Inkoo) è un comune finlandese di 5384 abitanti, situato nella regione dell'Uusimaa.

## Società

### Lingue e dialetti
Le lingue ufficiali di Ingå sono lo svedese ed il finlandese, e 2,9% parlano altre lingue.
| %     | Ripartizione linguistica (gruppi principali) |
| ----- | -------------------------------------------- |
| 54,8% | madrelingua svedese                          |
| 42,3% | madrelingua finlandese                       |